# متحف التقاليد الشعبية (حماة)

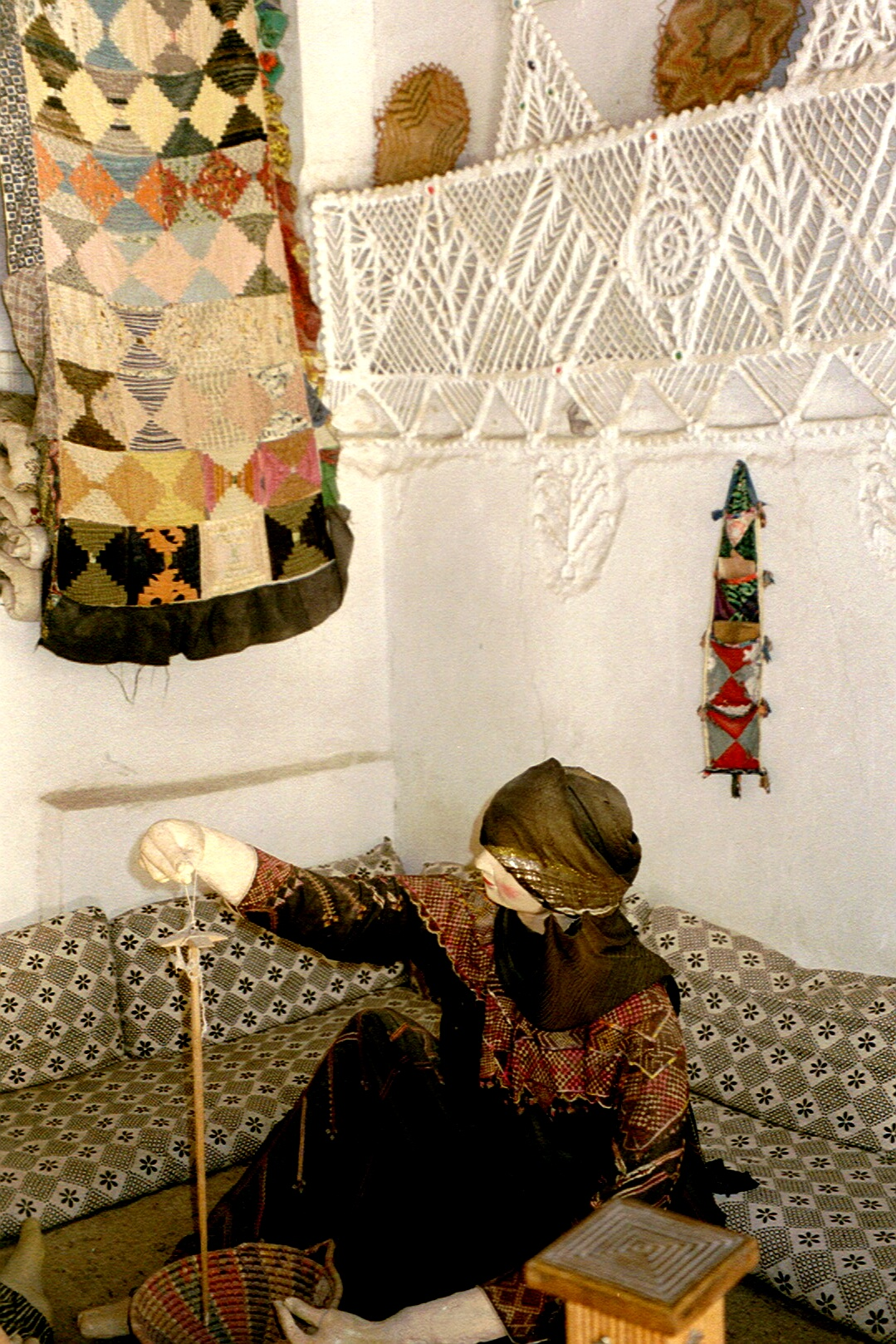
الزي التقليدي الشعبي

متحف التقاليد الشعبية في مدينة حماة ويؤلف أحد الأقسام في قصر العظم الاثري ويتألف من جناحين شمالي وجنوبي أما الجناح الجنوبي يقسم إلى قسمين الأول فيضم فرش الإيوان، ومن ثم في الطابق العلوي توجد غرفتان عرض في الأولى تصور أعمال ريف حماة من طحن للحبوب أو غزل للصوف تقوم به فتاتان ترتديان الزي الريفي.
والقسم الثاني مشغول بزخارف نباتية عملت بالصرمة هذا فضلا عن ثوب القز وهو من حرير أصلي أسود تعمل زخارفه بطريقة ربط عقد صغيرة من القماش وتصبغ بألوان طبيعية من الأحمر والأصفر وتوضع فوق كل نقطة برقة وخرزة ويتوج هذا الثوب ياقة من المخمل الأسود مشغولة بالصرمة على أشكال نباتية وحيوانية محورة عن الواقع.
القسم الشمالي من المتحف أي إلى السلاملك عبر الحمام المؤيدية بأقسامها الثلاث جواني ووسطاني وبراني فضلا عن المقصورة الخاصة. وقد توزعت بها تماثيل تمثل عملية الاستحمام ومراحلها إلى أن ينتهي في أماكن الاستراحة، يميز في سقف هذا الحمام القمريات الزجاجية التي تسمح بمرور النور من خلالها،

## التاريخ
وفي عام 1999 م تم افتتاح المتحف الوطني الجديد في حماة وخصّص مبنى قصر العظم ليكون متحفاً للتقاليد الشعبية.
ونقلت جميع القطع الأثرية المعروضة فيه إلى متحف حماة الوطني، وتمَّ تخصيص بعض الغرف في الطابق العلوي من الحرملك لعرض بعض التقاليد الشعبية لمدينة حماة.